# Wim Anderiesen
Willem Gerardus Anderiesen, noto come Wim Anderiesen (Amsterdam, 27 novembre 1903 – 18 luglio 1944), è stato un calciatore olandese, di ruolo centrocampista.

## Biografia
Anche suo figlio Wim Anderiesen Jr. è stato un calciatore professionista.

## Palmarès

### Club

#### Competizioni nazionali
- Campionato olandese: 5

Ajax: 1930-1931, 1931-1932, 1933-1934, 1936-1937, 1938-1939